# بیلادراو
بیلادراو (به اسپانیایی: Viladrau) یک شهرستان در اسپانیا است که در خرنا واقع شده‌است.

## خصوصیات
بیلادراو ۵۰٫۷ کیلومترمربع مساحت و ۱٬۰۳۶ نفر جمعیت دارد و ۸۲۱ متر بالاتر از سطح دریا واقع شده‌است.